# Й̌
Cette page contient des caractères spéciaux ou non latins. S’ils s’affichent mal (▯, ?, etc.), consultez la page d’aide Unicode.
Й̌ (minuscule : й̌), appelé ou brève caron, est une lettre additionnelle de l’alphabet cyrillique utilisée en doungane par certains auteurs ou dans la transcription du chinois. Elle est composée du і ‹ И › diacrité d’un brève et d’un caron.

## Utilisations
En doungane, certains auteurs utilisent les accents sur les voyelles pour indiquer les tons, dont l’i brève caron cyrillique ‹ й̌ ›,.

## Représentation informatique
L’i brève caron peut être représenté avec les caractères Unicode suivants (cyrillique, diacritiques) :
- composé (NFC)

| formes    | représentations | chaînes de caractères | points de code | descriptions                                          |
| --------- | --------------- | --------------------- | -------------- | ----------------------------------------------------- |
| capitale  | Й̌               | Й◌̌                    | U+0419 U+030C  | lettre majuscule cyrillique i brève diacritique caron |
| minuscule | й̌               | й◌̌                    | U+0439 U+030C  | lettre minuscule cyrillique i brève diacritique caron |

- décomposé (NFD)

| formes    | représentations | chaînes de caractères | points de code       | descriptions                                                      |
| --------- | --------------- | --------------------- | -------------------- | ----------------------------------------------------------------- |
| capitale  | Й̌               | И◌̆◌̌                   | U+0418 U+0306 U+030C | lettre majuscule cyrillique i diacritique brève diacritique caron |
| minuscule | й̌               | и◌̆◌̌                   | U+0438 U+0306 U+030C | lettre minuscule cyrillique i diacritique brève diacritique caron |